# Établissement rural de Varzouga
L'établissement rural de Varzouga (en russe : Сельское поселение Варзуга) est une entité municipale de Russie formée en 2005, du raïon de Ter dans l'oblast de Mourmansk. Son siège administratif est la localité de Varzouga.

## Géographie
L'établissement rural se situe dans le raïon de Ter, un des raïons de l'oblast de Mourmansk. Le raïon et l'oblast se trouvent dans le nord européen de la Russie.

## Politique administration
La municipalité est un établissement rural, qui a été créé en 2005. Elle possède sa propre douma et un chef de l'administration.

## Population
Recensements (*) et estimations de la population,:
| 2010* | 2021* | 2023 | - |
| ----- | ----- | ---- | - |
| 729   | 536   | 566  | - |

## Localités
| Localité         | Statut   | Population 2010 | Population 2021 |
| ---------------- | -------- | --------------- | --------------- |
| Varzouga         | village  | 363             |                 |
| Kachkarantsy     | village  | 79              |                 |
| Kouzomen         | village  | 84              |                 |
| Maïak Nikodimski | localité | 3               |                 |
| Pialitsa         | village  | 14              |                 |
| Tetrino          | village  | 18              |                 |
| Tchavanga        | village  | 87              |                 |
| Tchapoma         | village  | 81              |                 |